# Звайгзне, Пётр Яковлевич
Пётр Яковлевич Зва́йгзне (латыш. Pēteris Zvaigzne; 1897—1963) — советский хозяйственный, государственный и политический деятель.

## Биография
Родился в 1897 году в Курляндской губернии в семье пожарного. Член ВКП(б) с 1919 года.
Начал работать в 1911 году учеником на фабрике Шмидта в Риге. В годы Первой мировой войны эвакуирован вместе с заводом в Екатеринослав; позднее — красногвардеец, участник Гражданской войны, на инженерных должностях на заводах в Днепропетровске, директор металлургического завода «Коминтерн», директор Лысьвенского металлургического завода. Во время Великой Отечественной войны — директор металлургического завода на Урале, позднее директор Лиепайского металлургического завода, председатель Верховного Совета Латвийской ССР 1948—1953 годов.
Избирался депутатом Верховного Совета СССР 4-го созыва. Являлся председателем Верховного совета Латвийской ССР в 1948—1954 годах.
С 1960 года на пенсии. Умер в 1963 году в Лиепае. Похоронен на кладбище Райниса, в Риге.